# Serra d'Esparreguera
La Serra d'Esparreguera és una serra situada al nord del País Valencià, entre els termes de la Torre d'en Besora i Culla de la comarca de l'Alt Maestrat. El seu cim més alt és el d'Esparreguera (que dona nom a la Serra) i que fa 1.087 metres d'altitud, junt amb el Morral Blanc de 1.060 metres d'altitud sobre el nivell del mar. Destaca la seua altitud, ja que es troba en un pla i sobresurt una gran muntanya en mig d'ell.